# زیگموند رود
زیگموند رود (انگلیسی: Sigmund Ruud; ۳۰ دسامبر ۱۹۰۷ – ۷ آوریل ۱۹۹۴) اسکی‌باز پرش اهل نروژ بود.